# اسون-اریک سوندبرگ
اسون-اریک سوندبرگ (فنلاندی: Sven-Erik Sundberg; ۹ نوامبر ۱۹۳۴ – ۲۳ اوت ۲۰۱۷) بازیکن فوتبال اهل فنلاند بود.
وی همچنین در تیم ملی فوتبال فنلاند بازی کرده‌است.